# 1793 w literaturze
Wydarzenia literackie w 1793 roku.

## Nowe książki
- Charles Brockden Brown - Arthur Mervyn
- Charlotte Turner Smith
  - The Old Manor House
  - The Emigrants
- Johann Heinrich Daniel Zschokke - Abällino, der grosse Bandit

## Urodzili się
- 13 lipca – John Clare, angielski poeta romantyczny (zm. 1864)
- 29 lipca – Ján Kollár, słowacki duchowny luterański, poeta, publicysta, archeolog, językoznawca (zm. 1852)